# Конда (кантон)
Конда́ (фр. Condat) — кантон во Франции, находится в регионе Овернь, департамент Канталь. Входит в состав округа Сен-Флур.
Код INSEE кантона — 1506. Всего в кантон Конда входят 9 коммун, из них главной коммуной является Конда.
Население кантона на 1999 год составляло 2 953 человека.

## Коммуны кантона
| Коммуна            | Население, чел. (1999) | Почтовый индекс | Код INSEE |
| ------------------ | ---------------------- | --------------- | --------- |
| Конда              | 1 121                  | 15190           | 15054     |
| Люгард             | 166                    | 15190           | 15110     |
| Марсна             | 627                    | 15190           | 15114     |
| Маршастель         | 169                    | 15400           | 15116     |
| Монбудиф           | 231                    | 15190           | 15129     |
| Монгреле           | 56                     | 15190           | 15132     |
| Сен-Бонне-де-Конда | 177                    | 15190           | 15173     |
| Сент-Аманден       | 242                    | 15190           | 15170     |
| Шантрель           | 150                    | 15190           | 15040     |